# Kahramanmaraş (prowincja)
Kahramanmaraş (tur. Kahramanmaraş ili) – jedna z 81 prowincji Turcji, znajdująca się w środkowej części kraju.
Od północnego zachodu graniczy z prowincją Kayseri, od zachodu z prowincją Adana, od południowego zachodu z prowincją Osmaniye, od południa z prowincją Gaziantep, od wschodu z prowincją Adıyaman, od północnego wschodu z prowincją Malatya oraz z prowincją Sivas od północy.
Władzę w prowincji sprawuje deputowany przez turecki rząd.
Powierzchnia prowincji to 14 213 km². Liczba ludności zgodnie z danymi z 2006 roku wynosi 1 034 727, a gęstość zaludnienia 72,2 osoby/km². Stolicą prowincji jest Kahramanmaraş.

## Podział administracyjny

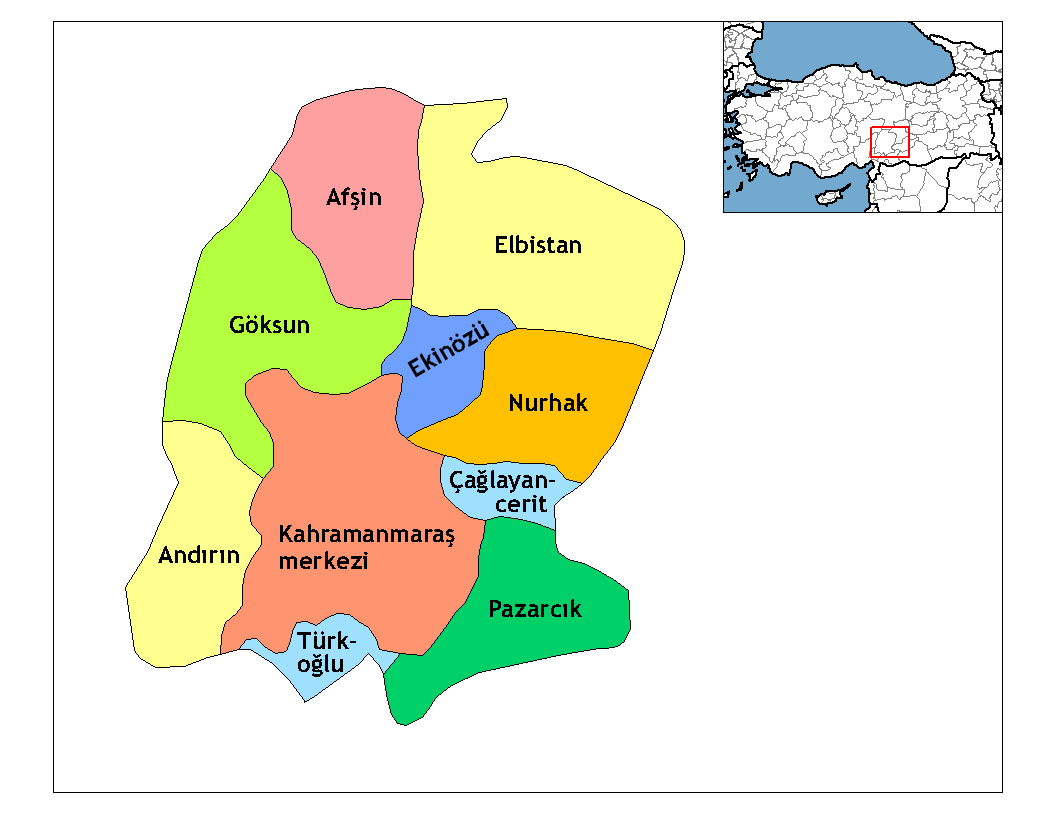
Dystrykty prowincja Kahramanmaraş

Prowincja Kahramanmaraş dzieli się na dziesięć dystryktów. Są to:
- Afşin
- Andırın
- Çağlayancerit
- Ekinözü
- Elbistan
- Göksun
- Kahramanmaraş
- Nurhak
- Pazarcık
- Türkoğlu